# Pau Bargalló
Pau Bargalló Poch (Sant Sadurní d'Anoia, 11 gennaio 1994) è un hockeista su pista spagnolo.

## Palmarès

### Club

#### Competizioni nazionali
- Campionato spagnolo: 5

Barcellona: 2016-2017, 2017-2018, 2018-2019, 2019-2020, 2020-2021
- Coppa del Re: 4

Barcellona: 2017, 2018, 2019, 2022
- Supercoppa di Spagna: 1

Barcellona: 2017, 2020, 2022

#### Competizioni internazionali
- Coppa CERS/WSE: 1

Noia: 2013-2014
- CERH European League: 1

Barcellona: 2017-2018
- Supercoppa d'Europa/Coppa Continentale: 1

Barcellona: 2018-2019
- Coppa Intercontinentale: 1

Barcellona: 2018

### Nazionale
- Campionato mondiale: 1

Nanchino 2017
- Campionato europeo: 1

A Coruña 2018